# Mercedes-Benz Museum
Muzeum Mercedes-Benz je automobilové muzeum v německém městě Stuttgartu, ve čtvrti Untertürkheim. Mapuje historii značky Mercedes-Benz a značek s ní spojených. Muzeum se nachází přímo u hlavní brány továrny Daimler Chrysler ve Stuttgartu. Budova otevřená slavnostně roku 2006 byla navržena nizozemskými architekty Benem van Berkelem a Caroline Bosovou a je založena na tvaru trojlístku. Používá tři překrývající se kruhy s vyříznutým středem, který tvoří trojúhelníkové atrium připomínající tvar Wankelova motoru a je vysoké 47 metrů. Muzeum vystavuje více než 160 vozidel na ploše 16 500 metrů čtverečních. Poskytuje návštěvníkům bezplatné audio prohlídky v několika jazycích. Celková délka prohlídkové trasy je až 5 kilometru. Muzeum patří k hlavním turistickým atrakcím Stuttgartu, například v roce 2007 ho navštívilo 870 tisíc lidí.